# Scutellaria sporadum
Scutellaria sporadum là một loài thực vật có hoa trong họ Hoa môi. Loài này được Bothmer miêu tả khoa học đầu tiên năm 1985.